# Manoir du Mesnil-Besnard
Le manoir du Mesnil-Besnard est un édifice situé à Falaise, dans le département français du Calvados, en France. Il est inscrit au titre des Monuments historiques.

## Localisation
Le monument est situé au nord-ouest de la ville, sur la D 157.

## Historique
L'édifice est daté du XVIe siècle-XVIIe siècle.

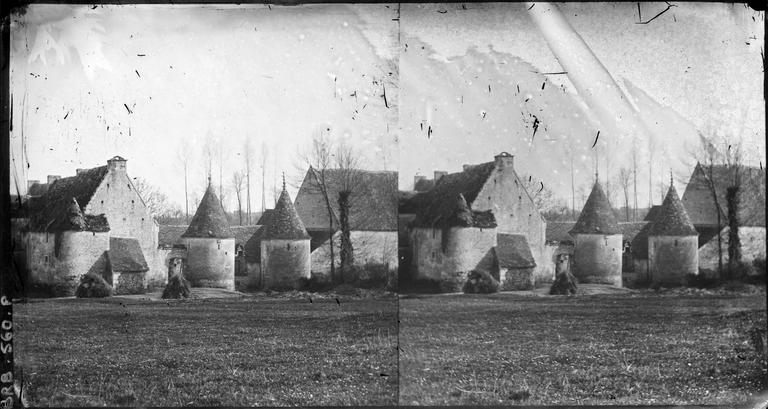
Le manoir par Louis Alphonse de Brebisson

Les éléments subsistants du manoir (logis, communs, grange, tourelles) sont inscrits au titre des Monuments historiques depuis le 23 décembre 1987.

## Architecture
Arcisse de Caumont visite l'édifice qui selon lui « offre une enceinte carrée entourée de fossés pleins d'eau et deux tours à toits coniques ».